# Uchacq-et-Parentis
Uchacq-et-Parentis – miejscowość i gmina we Francji, w regionie Nowa Akwitania, w departamencie Landy.
Według danych na rok 1990 gminę zamieszkiwały 403 osoby, a gęstość zaludnienia wynosiła 10 osób/km² (wśród 2290 gmin Akwitanii Uchacq-et-Parentis plasuje się na 789 miejscu pod względem liczby ludności, natomiast pod względem powierzchni na miejscu 171).